# Rathaus Remchingen
Das Rathaus Remchingen ist der Rathaus der Gemeinde Remchingen im Enzkreis (Baden-Württemberg). Es wurde 2020 fertiggestellt und befindet sich auf dem San-Biagio‑Platani‑Platz in Remchingen-Wilferdingen.

## Geschichte
Der Bau des Rathauses wurde durch den damaligen Bürgermeister Luca Wilhelm Prayon angestoßen.
Das Rathaus ersetzt drei kleinere Rathäuser in den Ortsteilen. Das Ziel war es, die Verwaltung zu bündeln und ein neues, belebtes Ortszentrum zu schaffen.
Das Gebäude hat auch Räume für Trauungen und Ratssitzungen in den Obergeschossen.
Der Baubeginn war am 10. Oktober 2016. Mit dem Bau wurde der komplette San-Biagio‑Platani‑Platz umgebaut. Man entfernte die Grünfläche und baute einen zubetonierten Platz mit Gastronomie, Sitzgelengenheiten, einem Wasserspielplatz und einem Spielplatz. Der Spielplatz hat 10 Spielelemente, welche wie Buchstaben aussehen und REMCHINGEN ergeben. 
2020 wurde es eingeweiht.

## Architektur
Das Rathaus Remchingen wurde von Steimle Architekten entworfen und in der Stahlbetonbauweise errichtet. Es zeichnet sich durch eine markante, fünfeckige Grundform aus, welche für Gebäude eine ungewöhnliche Grundform ist, da sie aus statischer Sicht als anspruchsvoll gilt. Die Gestaltung folgt dem Ansatz, auf eine klassische Rückseite zu verzichten und das Gebäude stattdessen als offene, multifunktionale Struktur zu erbauen.
Die Fassade besteht aus massivem Dämmbeton mit Wandstärken zwischen 57 und 63 cm und ist durch großflächige Fenster gegliedert. Im Zentrum des Erdgeschosses befindet sich ein lichtdurchflutetes Atrium, um das sich ein offenes Bürger- und Gastronomiebereich gruppiert.
Im 1. Obergeschoss liegen der Trausaal, im 2. Obergeschoss der zweigeschossige Ratssaal, in welchem der Remchinger Gemeinderat tagt. Außerdem werden dort Sitzungen und Pressekonferenzen abgehalten.

### Ausstattung
Im Gebäude finden sich neben dem Rathaus und der Verwaltung der Gemeinde Remchingen noch folgende Einrichtungen
- Polizeiposten,
- die Gemeindebücherei,
- einen Pflegestützpunkt,
- ein Brauhaus,
- Räume für Fremdnutzung
- eine Tiefgarage mit über 80 Stellplätzen

## Kosten und Debatte
Der Neubau kostete rund 16 Millionen €, was zu intensiven Diskussionen führte. Kritiker bemängelten die Größe und Standort. Es kam zu Demonstrationen, da der San-Biango-Platz für das Rathaus umgestaltet wurde und Bäume gefällt wurden. Es kam 2016 zu einem Bürgerbegehren gegen den Neubau des Rathauses, welches allerdings vom Verwaltungsgericht Karlsruhe abgewiesen wurde.
Beim Bau kam es zu einer Demonstration der Bauarbeiter, welche ihren Lohn einforderten, welchen ein Subunternehmer verspätet zahlte.

## Lage
Das Rathaus liegt in Wilferdingen am San-Biagio‑Platani‑Platz. Dieser liegt direkt an der Bundesstraße 10 und gegenüber des Bahnhofs Remchingen. Gegenüber des Rathauses, auch am San-Biagio‑Platani‑Platz, ist die Kulturhalle Remchingen.

## Auszeichnungen
- Best Architects Award 2022

### Nominierungen
- Preis der Europäischen Union für zeitgenössische Architektur (2022)[9]
- Hugo-Häring-Preis[10]
- Best Architects[11]
- DAM Preis für Architektur in Deutschland[12]